# Diadumene franciscana
Diadumene franciscana är en havsanemonart som beskrevs av Hand 1956. Diadumene franciscana ingår i släktet Diadumene och familjen Diadumenidae. Inga underarter finns listade i Catalogue of Life.